# Castil de Lences
Castil de Lences es una localidad situada en la provincia de Burgos, comunidad autónoma de Castilla y León (España), comarca de La Bureba, partido judicial de Briviesca, ayuntamiento de Poza de la Sal.

## Geografía
El pueblo está enclavado en un valle muy rico en agua.  Sus calles de suelo empedrado forman un conjunto de arquitectura popular con bonitas casas de piedra muy bien recuperadas. Paseando por sus calles, adornadas con flores, acompaña el murmullo del agua corriente.

### Accesos
Por la carretera local BU-V-5022 desde Lences y Bárcena de Bureba.

## Demografía
| Gráfica de evolución demográfica de Castil de Lences entre 1842 y 1970 |
| |
| Población de derecho según los censos de población del INE Población de hecho según los censos de población del INEEntre el censo de 1981 y el anterior, este municipio desaparece porque se integra en el municipio Poza de la Sal. |

| 1842 | 1857 | 1860 | 1877 | 1887 | 1897 | 1900 | 1910 | 1920 | 1930 | 1940 | 1950 | 1960 | 1970 | 2000 | 2010 | 2022 |
| ---- | ---- | ---- | ---- | ---- | ---- | ---- | ---- | ---- | ---- | ---- | ---- | ---- | ---- | ---- | ---- | ---- |
| 118  | 237  | 260  | 212  | 225  | 227  | 232  | 246  | 240  | 203  | 181  | 189  | 161  | 99   | 47   | 43   | 40   |

Entre el censo de 1970 y 1981 Castil de Lences fue incorporado al municipio de Poza de la Sal.

## Historia
Castil de Lences surge en los últimos años del siglo IX.  El conde Diego Porcelos había poblado Poza de la Sal.  Poza era un lugar estratégico y necesitaba asegurarla, motivo por el cual levantó castillos en lugares como Cornudilla, Rojas, el propio Poza, y también en Castil de Lences.  A la sombra del castillo se establecieron colonos que comenzaron a labrar algunos campos vecinos. Al sitio se le llamó Castillo, castellum, Castriello, Castriel, y finalmente Castil.  Castil aparece mencionado por primera vez en un documento que data del año 1011.
En el antiguo régimen la villa se encuadraba en la cuadrilla de Rojas, una de las siete cuadrillas en que se dividía la Merindad de Bureba perteneciente al partido de Bureba. jurisdicción de realengo con regidor pedáneo.
A la caída del Antiguo Régimen queda constituida como ayuntamiento constitucional del mismo nombre en el partido Briviesca, región de Castilla la Vieja, contaba entonces con 118 habitantes.
Posteriormente fue integrado en Poza de la Sal.

### Descripción en el Diccionario Madoz
Así se describe a Castil de Lences en el tomo VI del Diccionario geográfico-estadístico-histórico de España y sus posesiones de Ultramar, obra impulsada por Pascual Madoz a mediados del siglo XIX:

CASTIL DE LENCES: villa con ayuntamiento en la provincia, audiencia territorial, capitanía general y diócesis de Burgos (7 leguas), partido judicial y administración de rentas de Briviesca (4), merindad de Bureba; Situada en un llano resguardado del viento N por un montecillo, con clima saludable; tiene, además de la municipal, 58 casas de un solo piso, y en lo general mal distribuidas interior y exteriormente, aunque reunidas en cuerpo de población; hay plaza, pero sin cosa notable; escuela de educación primaria, a que asisten los niños de ambos sexos, y una fuente de buenas aguas para el servicio de los habitantes; la iglesia parroquial (Santa María), está servida por un cura y un sacristán; hay un convento de monjas de Santa Clara dentro de la población, bien distribuido y con algunas comodidades, y fuera de la misma un cementerio que no es más que un cercado de cuatro paredes. Confina el término N Poza; E Lences; S Bárcena, y O Abajas; y dentro de él se hallan, un monte cubierto de carrascas, de que se surte la villa y enlaza con la sierra de Poza, y varios arroyos y un riachuelo que fertilizan su terreno, el cual es montuoso en su mayor parte, aunque tiene varios llanos y hondonadas, pero todo pedregoso. Los caminos, son locales y no transitan carros. El correo: se recibe de Poza. Producción: trigo, cebada, centeno, legumbres, lino, de muy buena calidad y muy estimado en el país, y vino chacolí; cría ganado lanar y cabrío. La industria es exclusivamente agrícola, a pesar de que algunos vecinos, después de hechas todas las labores del campo, se ocupan en transportar granos y revender los que compran en Briviesca, Frías, Poza, etc. Población: 33 vecinos, 118 almas. Capital productivo: 284.400 reales. Imponible: 28.478. Contribución: 3.288 reales y 26 maravedíes. El presupuesto municipal se cubre con los propios y reparto entre los vecinos.
Diccionario geográfico-estadístico-histórico de España y sus posesiones de Ultramar

## Monumentos
Destaca el Monasterio de la Asunción o Convento de Santa Clara fundado en el año 1382 por  Sancha de Rojas y Velasco hermana de Ruy Díaz de Rojas. En la actualidad 18 de monjas clarisas siguen perteneciendo al Convento, dedicándose a la restauración de telas y bordados artísticos.

«...Sobre su convento de religiosas se centraron los sentimientos de generosidad del magnate burebano Ruy Díaz de Rojas, señor de Rojas y de Castil de Lences, Adelantado Mayor de Guipúzcoa por Enrique II de Castilla (siglo XIV) y esforzado guerrero al frente de las galeras castellanas, auxiliadoras de Francia en su lucha con Inglaterra. Su blasón de cinco estrellas, brilló con luces de constelación en la formidable Guerra de los Cien Años...»

El claustro es románico de transición, es la parte más antigua y se construyó en 1370. Tiene ventanas con columnas pareadas y bóvedas un poco apuntadas. El coro de la iglesia, totalmente gótica, también corresponde al siglo XIII. 
La Sala Capitular consta de 14 arcos y un artesonado mudéjar y se está rehabilitando actualmente. El claustro superior es corrido, levantado en el 1700, así como la sacristía y los dormitorios.
También destaca la Iglesia del pueblo, románica de mediados del siglo XII, y la ermita de Santa Ana.
La gruta de la Virgen de Manalagua es un paraje espectacular y con unas vistas impresionantes de la comarca de La Bureba, se accede a ella por un camino de 1 km desde el pueblo. Se puede subir hasta la misma imagen de la Virgen.
 Alcantarilla de la Fuente . 
La localidad dispone de una vieja alcantarilla de origen barroco que sirve al Arroyo Castil y del que sacan buen provecho por medio de conducciones y acequias que riegan huertas y daban fuerza a algunos molinos de la localidad.

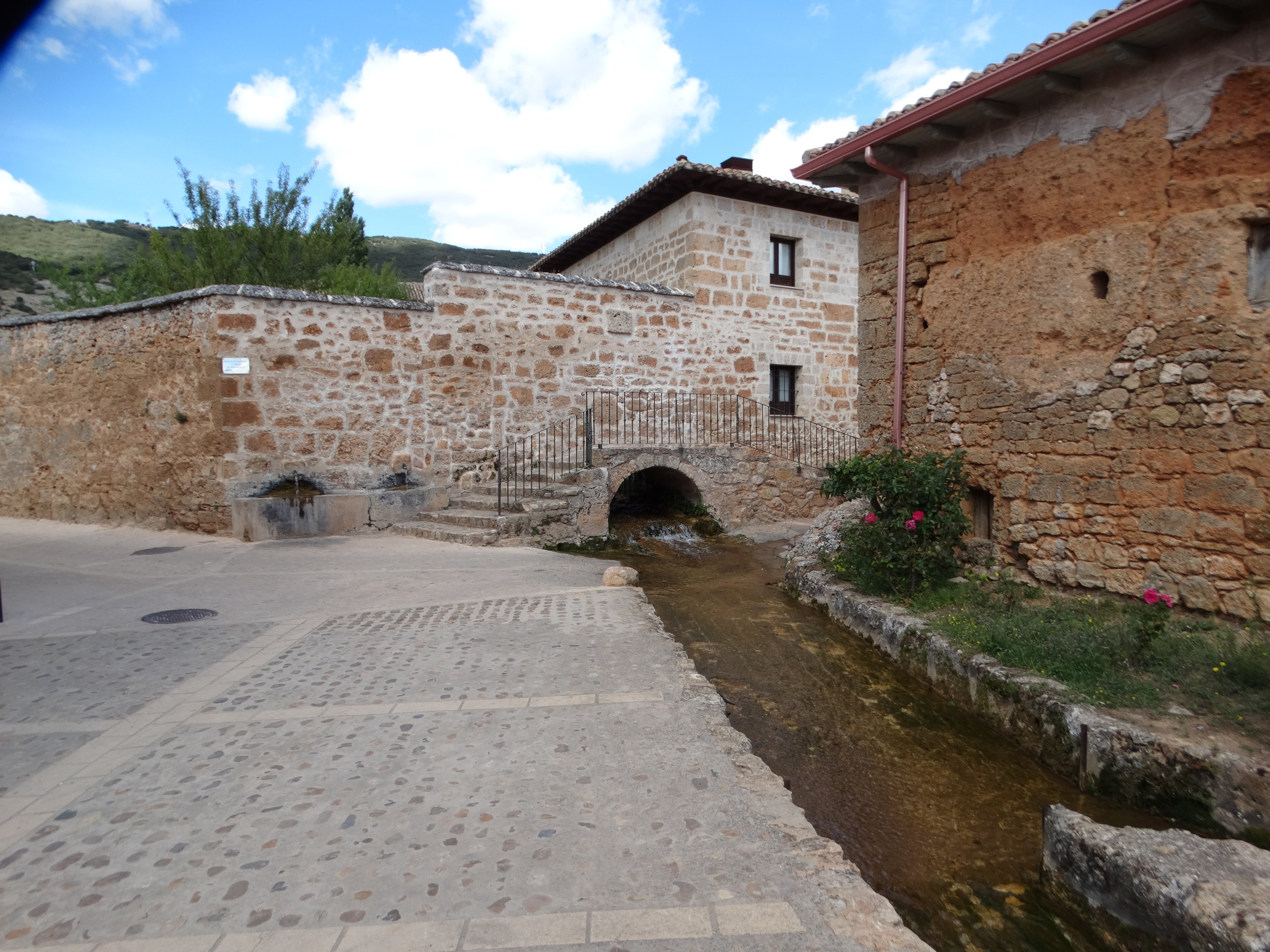
Alcantarilla de la Fuente.

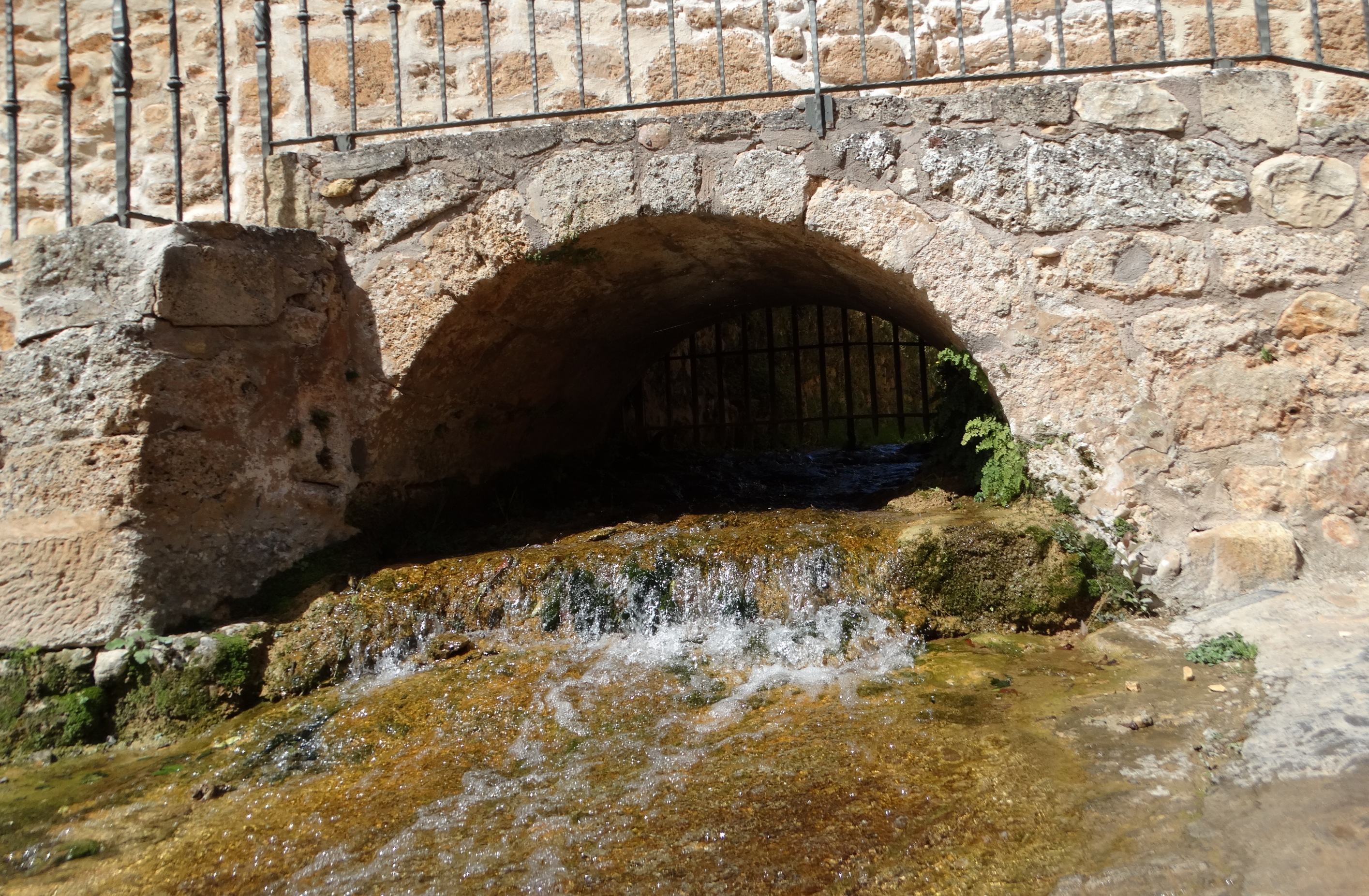
Alcantarilla de la Fuente.

## Fiestas
- 26 de julio, Santa Ana(patrona del pueblo)
- 5 de agosto, Romería de la Virgen de Manalagua